# Faltversuch
Der Faltversuch wird an Blechen durchgeführt. Er weist die Umformbarkeit eines Werkstoffes bei Raumtemperatur im Zustand der Lieferung oder nach dem Glühen nach.
Beim Faltversuch wird beispielsweise ein Rohr um 180° gebogen (gefaltet), um festzustellen, ob an der Zugseite ein Riss entsteht. Bei der DIN EN ISO 7438 wird der Biegewinkel ermittelt, bei dem die Probe auf der Zugseite anreißt.
Häufig wird für einen Werkstoff ein mindestens zu erreichender Biegewinkel bei einer vorgegebenen Temperatur vorgeschrieben.  

## Normung
DIN EN ISO 8492 2004 – 10  Metallische Werkstoffe – Rohr – Ringfaltversuch